# Launceston International 2016
Die Launceston International 2016 waren ein Tennisturnier der ITF Women’s Circuit 2016 für Damen und ein Tennisturnier der ATP Challenger Tour 2016 für Herren in Launceston (Tasmanien) und fanden zeitgleich vom 1. bis 7. Februar 2016 statt.